# 阿斯赫塔
阿斯赫塔（Ashta），是印度中央邦Sehore县的一个城镇。总人口39773（2001年）。

## 人口
该地2001年总人口39773人，其中男性20813人，女性18960人；0—6岁人口6763人，其中男3512人，女3251人；识字率63.35%，其中男性为70.49%，女性为55.51%。